# أنتوني باركر (لاعب كرة قدم كندية)
أنتوني باركر هو لاعب كرة قدم كندية كندي، ولد في 21 نوفمبر 1989 في فانكوفر في كندا.